# Maître Guillaume (bouffon)
Ne doit pas être confondu avec Maître Guillaume.
Pour les articles homonymes, voir Guillaume.
Guillaume Martin dit Maître Guillaume, né à Louviers vers 1550 et mort vers 1624, est un fou du roi d'Henri IV puis de Louis XIII.

## Biographie
Fils d'un apothicaire du même nom de Louviers, ancien cuisinier du cardinal de Bourbon, bouffon en titre d'office à la cour d'Henri IV, il est surtout connu pour le nombre d'auteurs satiriques qui ont fait paraitre sous son nom des ouvrages qui auraient pu leur attirer des poursuites du gouvernement.
Il est décrit par J. Mathorez comme « extrêmement laid, vêtu d'une longue robe rouge et tenant un bâton à la main ».

## Publications apocryphes
- 1606 : Le Triomphe de Maistre Guillaume contre la victoire du soy-disant Soldat François
- 1610 : La Boutade de Maître Guillaume contre les tiltres du Roy d'Angleterre qui se dit Roy de France
- 1611 : Advis de Maistre Guillaume nouvellement retourne de l'autre monde, sur le sujet de l'Anticoton, composé par P.D.C. c'est-à-dire, Pierre du Coignet, jadis mort & depuis n'agueres resuscité, S.l.n.n.
- 1612 : La Maladie de M. Guillaume, Morfondu au voyage de l'autre monde, revenant de voir Monsieur son bon amy. Avec une remarque extraordinaire de Monsieur son Medecin, en la practique de sa guerison, Paris, Fleury Bourriquant
- 1612 : Suitte des rencontres de M. Guillaume en l'autre Monde, Paris, Pierre Ramier.
- 1617 : La Grande dispute du soldat françois, et de Me. Guillaume contre Mathurine. Ensemble leurs Responces, Paris